# Sinaloapurperzwaluw
De sinaloapurperzwaluw (Progne sinaloae) is een zangvogel uit de familie Hirundinidae (zwaluwen).

## Verspreiding en leefgebied
Deze soort is endemisch in westelijk Mexico.

## Status
De grootte van de populatie is in 2010 geschat op 2500-10.000 volwassen vogels. Op de Rode lijst van de IUCN heeft deze soort de status kwetsbaar omdat de populatie klein is en afneemt.